# Alphorn

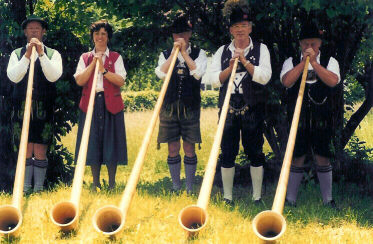
Alphornsorkester från Bayern

Alphorn är ett blåsinstrument som användes av herdarna i Alperna under deras vallgång, bestående av en lång och konformad lur, oftast tillverkat av trä. Alphornet är till formen rak, med något böjd undre del. På detta horn blåstes den så kallade kuhreihen. Den närmaste nordiska motsvarigheten är näverluren. Eftersom alphornet saknar ventiler och andra möjligheter till förändring av pipans längd, kan man endast spela naturtoner, det vill säga grundtonen och dess övertoner, i första hand kvint, stor ters, liten septima och möjligen nona, med rätt teknik. För att spela alla toner i en tonart, krävs således mer än ett horn, med olika stämning. De tillverkas normalt stämda i 8 utföranden från C (2,45 m) till E♭ (4,05 m). Världens längsta alphorn är 47 m långt (1999).
Grundtonen är låg, i basregistret, men övertoner med betydligt högre frekvens kan användas i melodier.
Alphornet är en nationalsymbol i Schweiz och Österrike. Instrumentet nämns i en förteckning över instrument i Schweiz redan 1527 under namnet ”Alphorn”. Det användes bland annat för kommunikation, då det hörs 5–10 km i bergen. Liknande horn förekommer i andra bergstrakter, exempelvis Tibet. Under 1600– och 1700-talen använde fattiga herdar alphorn vid tiggeri, vilket gav hornet ett dåligt anseende. Under 1800-talets nationalromantiska strömningar kom emellertid folklore i ropet och alphornet fick ökad publik användning och popularitet.
Leopold Mozart och andra klassiska kompositörer har skrivit verk för orkestrering med alphorn, ex. Sinfonia pastorella. Senare har även andra genrer, exempelvis jazz använt hornet. Rena alphornskonserter förekommer också.